# Фуэнан
Фуэнан (фр. Fouesnant) — коммуна на северо-западе Франции, находится в регионе Бретань, департамент Финистер, округ Кемпер, центр кантона Фуэнан. Расположена в юго-западной части полуострова Бретань в 16 км к югу от Кемпера на побережье Бискайского залива. Морской курорт.
Население (2019) — 9 864 человек.

## История
Наличие на территории коммуны двух менгиров, установленных один на суше, другой на мысе Бег Мей, свидетельствует о проживании здесь человека с конца бронзового или начала железного века. 
В Средние века Фуэнан был владением бароном Фуэнан; здесь же размещалась резиденция шателена.
Во время  Великой Французской революции в коммуне произошло событие, вошедшее в историю как дело Недлека, или восстание в Фуэнане. В декабре 1790 года местный житель Ален Недлек был избран мирским судьей, но он не принял новых революционных законов и отказался выполнять свой долг, пока не получит назначение от короля Людовика XVI. В июле 1791 года  Ален Недлек был арестован, а через некоторое время бежал. Он собрал группу своих сторонников, и в Фуэнане начались беспорядки. Из Кемпера для их подавления были направлены сто пятьдесят национальных гвардейцев и пятнадцать жандармов. На подступах к Фуэнану их  атаковали повстанцы, но были быстро разбиты и разбежались по окрестностям. Сорок три человека, включая зачинщика мятежа, были взяты в плен и увезены в Кемпер. Ален Недлек был гильотинирован, а его соратники оправданы и отпущены домой.  Восстание в Фуэнане считается одним из событий, вызвавших восстание шуанов.

## Достопримечательности
- Церковь Святых Петра и Павла XI века
- Часовня Святой Анны XVII века
- Живописная коса в направлении мыса Кос
- Дюны и скалы на побережье в районе Бег Мей

## Экономика
Структура занятости населения:
- сельское хозяйство — 1,7 %
- промышленность — 18,3 %
- строительство — 3,9 %
- торговля, транспорт и сфера услуг — 40,2 %
- государственные и муниципальные службы — 35,8 %

Уровень безработицы (2018) — 9,8 % (Франция в целом —  13,4 %, департамент Финистер — 12,1 %). 

Среднегодовой доход на 1 человека, евро (2018) — 25 240 (Франция в целом — 21 730, департамент Финистер — 21 970).

## Демография
Динамика численности населения, чел.

## Администрация
Пост мэра Фуэнана с 1989 года занимает Роже Ле Гоф (Roger Le Goff).  На муниципальных выборах 2020 года возглавляемый им правый блок победил в 1-м туре, получив 70,35 % голосов. 
| Период | Период | Фамилия       | Партия                                                                               | Примечания                                                                   |
| ------ | ------ | ------------- | ------------------------------------------------------------------------------------ | ---------------------------------------------------------------------------- |
| 1952   | 1989   | Луи Ле Кальве | Союз за французскую демократию Центр социал-демократов                               | главный бухгалтер                                                            |
| 1989   |        | Роже Ле Гоф   | Союз за французскую демократию Союз за народное движение Республиканцы Разные правые | руководитель государственной компании, член Генерального совета департамента |

## Города-побратимы
- Мербуш, Германия

## Культура
Коммуна находится в самом сердце очень плодородной области с богатыми садами и считается источником самого лучшего бретонского сидра. Каждый июль здесь проходит фестиваль яблок (фр. Fete des Pommiers) с музыкой, танцами и различными конкурсами. 

## Галерея
- Церковь Святых Петра и Павла
- Скалы в Бег Мей
- Маяк в Бег Мей
- Коса к мысу Кос
- Часовня Святой Анны